# Diga di Demirdöven
La diga di Demirdöven è una diga della Turchia. Il lago è vicino al villaggio di Timar e domina quello di Demirdöven tutti e due nel distretto di Pasinler della provincia di Erzurum. Il fiume di  Timar (Timar Çayı), affluente del fiume di Hasankale (dall'antico nome della città di Pasinler(Hasankale Çayı)) è a sua volta affluente del fiume Aras.